# Listă de filme antologie de groază
Această este o listă de filme antologie de groază.

## Istorie
În 1919, a apărut unul din primele lungmetraje de antologie de groază, Unheimliche Geschichten, regizat de Richard Oswald, cu actorii Anita Berber, Reinhold Schünzel și Conrad Veidt; filmul este format din cinci segmente: „Apariția”, „Mâna”, „Pisica neagră”' (după Edgar Allan Poe), „The Suicide Club” (după Robert Louis Stevenson) și  „Der Spuk” („Spectrul”).
Dead of Night (1945) a ajutat la popularizarea filmele de antologie de groază. Filmele de antologie au fost populare în Europa în anii 1960. În anii 1960-1970, compania britanică Amicus Productions a produs mai multe filme antologie de groază, începând cu Dr. Terror's House of Horrors (Casa de orori ale Doctorului Groază, 1965) și continuând cu  Torture Garden (Grădina torturii, 1967), The House That Dripped Blood (Casa care picura sânge, 1970), Asylum (1972), Tales from the Crypt (Povești din criptă,1972), The Vault of Horror (Povești din criptă II, 1973) și From Beyond the Grave (De pe lumea ailaltă, 1974).
În anii 1980 - anii 1990 au apărut filme ca Heavy Metal (1981), Twilight Zone: The Movie (Zona crepusculară: Filmul, 1983), Creepshow (1982), The Company of Wolves (1984), Creepshow 2 (1987), Tales from the Darkside: The Movie (1990), H.P. Lovecraft's: Necronomicon și Tales from the Hood (1995).

## Lista
| Titlu                                                                     | Segmente | Regizor(i) | Actori                                                                                              | Premiera      | Țara                            | Note / Ref.                                       |
| ------------------------------------------------------------------------- | --- | --- | --------------------------------------------------------------------------------------------------- | ------------- | ------------------------------- | ------------------------------------------------- |
| Unheimliche Geschichten (Povestiri stranii)                               | „Apariția”, „Mâna”, „Pisica neagră”' (după Edgar Allan Poe), „The Suicide Club” (după Robert Louis Stevenson), „Der Spuk” („Spectrul”)                                                  | Richard Oswald | Conrad Veidt Anita Berber Reinhold Schünzel                                                         | 1919          | Germania                        | [ 2 ]                                             |
| Das Wachsfigurenkabinett (Muzeul de ceară)                                | „Harun al-Rashid” „Ivan cel Groaznic” „Jack Spintecătorul” | Paul Leni Leo Birinski | Emil Jannings Conrad Veidt Werner Krauss William Dieterle                                           | 1924          | Germania                        | [ 7 ] [ 8 ]                                       |
| Dead of Night                                                             | „The Hearse Driver” după E. F. Benson „The Christmas Party” „The Haunted Mirror” „The Golfer's Story” după H. G. Wells                                                                  | Basil Dearden, Alberto Cavalcanti, Robert Hamer, Charles Crichton | Roland Culver, Judy Kelly, Sally Ann Howes, Ralph Michael                                           | 1945          | Regatul Unit                    | [ 9 ] [ 10 ]                                      |
| The Devil's Messenger                                                     | 3 episoade TV 13 Demon Street | Herbert L. Strock | Lon Chaney Jr., Karen Kadler, John Crawford, Michael Hinn                                           | 1961          | Suedia Statele Unite            | [ 11 ]                                            |
| Tales of Terror (Povești de groază)                                       | „Morella” „The Black Cat” „The Facts in the Case of M. Valdemar” | Roger Corman | Vincent Price, Peter Lorre, Basil Rathbone, Debra Paget                                             | 1962          | Statele Unite                   | [ 13 ] [ 14 ] [ 15 ]                              |
| I tre volti della paura (Crăciun însângerat, Black Sabbath)               | „Il telefono” după F.G. Snyder „I Wurdalak” după Aleksei Konstantinovici Tolstoi „La goccia d'acqua” după Anton Cehov                                                                   | Mario Bava | Michèle Mercier, Boris Karloff, Mark Damon, Jacqueline Pierreux                                     | 1963          | Italia                          | [ 16 ]                                            |
| Dr. Terror's House of Horrors (Casa de orori ale Doctorului Groază)       | „Werewolf” „Creeping Vine” „Voodoo” „Disembodied Hand” „Vampire” | Freddie Francis | Neil McCallum, Ann Bell, Roy Castle, Christopher Lee, Max Adrian                                    | 1965          | Regatul Unit                    | [ 17 ] [ 18 ]                                     |
| Kaidan                                                                    | „Părul negru” „Femeia zăpezii” „Hoichi cel fără de urechi” „Într-o ceașcă de ceai” | Masaki Kobayashi | Keiko Kishi, Kazuo Nakamura, Kanemon Nakamura                                                       | 1965          | Japonia                         | [ 19 ] [ 20 ]                                     |
| Torture Garden (Grădina torturii)                                         | „Enoch” după Robert Bloch „Terror Over Hollywood” „Mr. Steinway” „The Man Who Collected Poe”                                                                                            | Freddie Francis | Jack Palance, Burgess Meredith, Peter Cushing                                                       | 1967          | Regatul Unit                    | [ 21 ] [ 22 ] [ 18 ]                              |
| Povestiri extraordinare                                                   | „Metzengerstein” după Edgar Allan Poe „William Wilson” „Toby Dammit” | Roger Vadim, Louis Malle, Federico Fellini | Jane Fonda, Peter Fonda, Alain Delon, Brigitte Bardot, Terence Stamp                                | 1968          | Franța Italia                   | [ 23 ]                                            |
| Night Gallery                                                             | „The Cemetery” „Eyes” „The Escape Route” | Boris Sagal, Steven Spielberg, Barry Shear | Joan Crawford, Roddy McDowall, Richard Kiley                                                        | 1969          | Statele Unite                   | [ 24 ] [ 25 ]                                     |
| The House That Dripped Blood (Casa care picura sânge)                     | „Method For Murder” „Waxworks” „Sweets to the Sweet” „The Cloak” | Peter Duffell | Denholm Elliott, Peter Cushing, Christopher Lee                                                     | 1971          | Regatul Unit                    | [ 26 ] [ 18 ]                                     |
| Asylum                                                                    | „Frozen Fear” de Robert Bloch „The Weird Tailor” „Lucy Comes To Stay” „Mannequins of Horror”                                                                                            | Roy Ward Baker | Peter Cushing, Britt Ekland, Robert Powell                                                          | 1972          | Regatul Unit                    | [ 28 ] [ 18 ]                                     |
| Tales from the Crypt (Povești din criptă)                                 | „...And All Through the House” „Reflection of Death” „Poetic Justice” „Wish You Were Here” „Blind Alleys”                                                                               | Freddie Francis | Joan Collins, Peter Cushing                                                                         | 1972          | Regatul Unit                    | [ 18 ]                                            |
| The Vault of Horror (Povești din criptă II)                               | „Midnight Mess” „The Neat Job” „This Trick’ll Kill You” „Bargain in Death” „Drawn and Quartered”                                                                                        | Roy Ward Baker | Terry Thomas, Curd Jürgens                                                                          | 1973          | Regatul Unit                    | [ 18 ]                                            |
| Tales That Witness Madness (Povești care atestă nebunia)                  | „Clinic link episodes” „Mr. Tiger” „Penny Farthing” „Mel” „Luau” | Freddie Francis | Donald Pleasence , Joan Collins, Kim Novak, Jack Hawkins                                            | 1973          | Regatul Unit                    | [ 29 ] [ 30 ]                                     |
| From Beyond the Grave (De pe lumea ailaltă)                               | „The Gatecrasher” „An Act of Kindness” „The Elemental” „The Door” | Kevin Connor | Peter Cushing, Donald Pleasence, Ian Bannen                                                         | 1974          | Regatul Unit                    | [ 18 ]                                            |
| Trilogy of Terror                                                         | „Julie” de Richard Matheson „Millicent and Therese” de Richard Matheson „Amelia” de Richard Matheson                                                                                    | Dan Curtis | Karen Black, John Karlen, Frank Welker                                                              | 1975          | Statele Unite                   | [ 31 ]                                            |
| Dead of Night                                                             | „Second Chance” de Jack Finney „No Such Thing as a Vampire” de Richard Matheson „Bobby” de Richard Matheson                                                                             | Dan Curtis | Ed Begley Jr., Patrick Macnee, Lee Montgomery                                                       | 1977          | Statele Unite                   | [ 34 ]                                            |
| The Uncanny                                                               | „Montreal 1977” „London 1912” „Quebec 1975” „Hollywood 1936” | Denis Héroux | Peter Cushing, Susan Penhaligon, Donald Pilon, Samantha Eggar                                       | 1977          | Regatul Unit, Canada            | [ 35 ]                                            |
| The House of the Dead (Alien Zone)                                        | 4 povestiri | Sharron Miller | John Ericson Ivor Francis Judith Novgrod Burr DeBenning                                             | 1978          | Statele Unite                   | [ 36 ] [ 37 ]                                     |
| Screams of a Winter Night                                                 | diverse povestiri de groază | James L. Wilson | Matt Borel, Gil Glasgow, Patrick Byers, Mary Agen Cox                                               | 1979          | Statele Unite                   | [ 38 ]                                            |
| The Monster Club                                                          | „The Shadmock” „The Vampires” „The Ghouls” | Roy Ward Baker | Vincent Price Donald Pleasence, John Carradine                                                      | 1981          | Regatul Unit                    | [ 39 ] [ 18 ]                                     |
| Creepshow                                                                 | „Father’s Day” după Stephen King „The Lonesome Death of Jordy Verrill” „Something to Tide You Over” „The Crate” „They're Creeping Up on You!”                                           | George A. Romero | Ed Harris, Leslie Nielsen, Ted Danson                                                               | 1982          | Statele Unite                   | [ 40 ]                                            |
| Nightmares                                                                | „Terror in Topanga” „The Bishop of Battle” „The Benediction” „Night of the Rat” | Joseph Sargent | Emilio Estevez Cristina Raines Lance Henriksen Richard Masur Veronica Cartwright                    | 1983          | Statele Unite                   | [ 41 ] [ 42 ]                                     |
| Zona crepusculară: Filmul                                                 | „Time Out” „Kick the Can” „It's a Good Life” „Nightmare at 20,000 Feet” | John Landis , Steven Spielberg, Joe Dante, George Miller | Burgess Meredith, Kathleen Quinlan, John Lithgow                                                    | 1983          | Statele Unite                   | [ 43 ]                                            |
| The Company of Wolves                                                     | mai multe povești | Neil Jordan | Angela Lansbury, David Warner, Micha Bergese, Sarah Patterson                                       | 1984          | Regatul Unit                    | [ 44 ]                                            |
| The Dungeonmaster                                                         | 7 segmente | Dave Allen, Richard Band, John Carl Buechler, Steven Ford, Peter Manoogian, Ted Nicolaou, Rosemarie Turko                                                                    | Jeffrey Byron, Richard Moll, Leslie Wing și Phil Fondacaro                                          | 1984          | Statele Unite                   | [ 45 ]                                            |
| Shake, Rattle & Roll                                                      | „Baso” „Pridyider” „Manananggal” | Emmanuel Borlaza, Ishmael Bernal, Peque Gallaga | Charito Solis, William Martinez, Janice de Belen                                                    | 1984          | Filipine                        | Primul din seria de 14 filme Shake, Rattle & Roll |
| Cat's Eye                                                                 | „Quitters, Inc.” de Stephen King „The Ledge” „The General” | Lewis Teague | Drew Barrymore, James Woods                                                                         | 1985          | Statele Unite                   | [ 48 ]                                            |
| Deadtime Stories (Freaky Fairy-Tales, The Griebels from Deadtime Stories) | 3 segmente | Jeffrey Delman | Scott Valentine Nicole Picard Matt Mitler Cathryn de Prume Melissa Leo                              | 1986          | Statele Unite                   | [ 50 ] [ 51 ]                                     |
| Creepshow 2                                                               | „Old Chief Wood'nhead” după Stephen King „The Raft” „The Hitch-hiker” | Michael Gornick | Lois Chiles, George Kennedy, Dorothy Lamour                                                         | 1987          | Statele Unite                   | [ 52 ]                                            |
| Tales from the QuadeaD Zone                                               | „Food for” „The Brothers” „Unseen Vision” | Chester Novell Turner | W.J. Rider, Keefe L. Turner, John W. Jones                                                          | 1987          | Statele Unite                   | [ 53 ] [ 54 ]                                     |
| After Midnight                                                            | „The Old Dark House” „A Night on the Town” „All Night Operator” | Ken și Jim Wheat | Pamela Segall, Marc McClure                                                                         | 1989          | Statele Unite                   | [ 10 ]                                            |
| Due occhi diabolici (Two Evil Eyes)                                       | „Faptele în cazul domnului Valdemar” „Pisica neagră” | Dario Argento, George A. Romero | Adrienne Barbeau, Harvey Keitel                                                                     | 1990          | Italia Statele Unite            | [ 55 ]                                            |
| Grim Prairie Tales                                                        | 4 povestiri western | Wayne Coe | James Earl Jones Brad Dourif Will Hare Marc McClure                                                 | 1990          | Statele Unite                   | [ 56 ] [ 57 ]                                     |
| Tales from the Darkside                                                   | „Lot 249” „Cat from Hell” „Lover's Vow” | John Harrison | Deborah Harry, Steve Buscemi, William Hickey                                                        | 1990          | Statele Unite                   | [ 58 ]                                            |
| Body Bags                                                                 | „The Gas Station” „Hair” „Eye” | John Carpenter, Tobe Hooper | Stacy Keach, David Warner, Sheena Easton, Debbie Harry, Mark Hamill, Robert Carradine               | 1993          | Statele Unite                   | [ 59 ]                                            |
| Necronomicon                                                              | „The Drowned” după H. P. Lovecraft „The Cold” după H. P. Lovecraft „Whispers” după H. P. Lovecraft                                                                                      | Christophe Gans, Shusuke Kaneko, Brian Yuzna | Bruce Payne Richard Lynch Jeffrey Combs                                                             | 1993          | Statele Unite                   | [ 60 ] [ 61 ]                                     |
| Tales from the Hood                                                       | „Rogue Cop Revelation” „Boys Do Get Bruised” „KKK Comeuppance” „Hard-Core Convert” | Rusty Cundieff | Clarence Williams III, Rosalind Cash, Rusty Cundieff                                                | 1995          | Statele Unite                   | [ 62 ]                                            |
| Trilogy of Terror II                                                      | „The Graveyard Rats” „Bobby” „He Who Kills” | Dan Curtis | Lysette Anthony, Geraint Wyn Davies, Matt Clark                                                     | 1996          | Statele Unite                   | [ 63 ] [ 64 ]                                     |
| Campfire Tales (Povești de groază)                                        | „The Hook” „The Campfire” „The Honeymoon” „People Can Lick Too” „The Locket” | Matt Cooper, Martin Kunert, David Semel | James Marsden, Christine Taylor, Amy Smart, Ron Livingston                                          | 1997          | Statele Unite                   | [ 65 ] [ 66 ] [ 67 ]                              |
| The Mirror (怪談之魔鏡; Guai tan: Mo jing)                                | 5 segmente | Siu Wing | Nicholas Tse, Ruby Lin, Law Lan                                                                     | 1999          | Hong Kong                       | [ 68 ]                                            |
| Quicksilver Highway                                                       | „Chattery Teeth” de Stephen King „The Body Politic” de Clive Barker | Mick Garris | Christopher Lloyd Matt Frewer Raphael Sbarge                                                        | 1997          | Statele Unite                   | [ 69 ] [ 70 ]                                     |
| Darna Mana Hai                                                            | „On the Way” „No Smoking” „Homework” „Apples” „Ghostly Lift” „Stop/Move” | Prawaal Raman | Saif Ali Khan Vivek Oberoi Nana Patekar Boman Irani Sanjay Kapoor Shilpa Shetty                     | 2003          | India                           | [ 71 ] [ 72 ]                                     |
| Exhumed                                                                   | poveste în trei perioade diferite | Brian Clement | Masahiro Oyake, Hiroaki Itaya, Claire Westby                                                        | 2003          | Canada                          | [ 73 ] [ 74 ]                                     |
| Saam gaang yi (Trei extreme)                                              | „Dumplings” „Cut” „Box” | Fruit Chan Park Chan-wook Takashi Miike | Bai Ling Tony Leung Ka-fai Lee Byung-hun                                                            | 2004          | Hong Kong Japonia Coreea de Sud | [ 76 ] [ 77 ]                                     |
| Creepshow 3                                                               | „Alice” după Stephen King „The Radio” „Call Girl” „The Professor's Wife” „Haunted Dog”                                                                                                  | Ana Clavell, James Dudelson | Roy Abramsohn, Kris Allen, Magi Avila                                                               | 2006          | Statele Unite                   | [ 78 ]                                            |
| Darna Zaroori Hai                                                         | „Imaginary Ghost” „Spirits Do Come” „Accidents are Never Predicted” „Ghostly Audition” „A Bride's Revenge” „The Ending”                                                                 | Sajid Khan Ram Gopal Varma Prawaal Raman Vivek Shah Jiji Philip J. D. Chakravarthy Manish Gupta                                                                              | Amitabh Bachchan Arjun Rampal Anil Kapoor Mallika Sherawat Sunil Shetty                             | 2006          | India                           | [ 79 ] [ 80 ]                                     |
| Hood of Horror                                                            | „Crossed Out” „The Scumlord” „Rapsody Askew” | Stacy Title | Snoop Dogg Ernie Hudson Danny Trejo                                                                 | 2006          | Statele Unite                   | [ 81 ]                                            |
| Trapped Ashes (Prizonieri în casa morții)                                 | „Wraparound” „The Girl with Golden Breasts” „Jibaku” „Stanley's Girlfriend” „My Twin, the Worm”                                                                                         | Sean S. Cunningham Joe Dante Monte Hellman Ken Russell John Gaeta | Jayce Bartok Henry Gibson Lara Harris                                                               | 2006          | Statele Unite                   | [ 82 ] [ 83 ] [ 84 ]                              |
| Fear(s) of the Dark (Temeri de întuneric)                                 | 5 segmente animate alb-negru | Blutch Charles Burns Marie Caillou Pierre di Sciullo Lorenzo Mattotti Richard McGuire                                                                                        | Aure Atika Guillaume Depardieu Louisa Pili François Creton Christian Hecq Arthur H                  | 2007          | Franța                          | [ 86 ] [ 87 ]                                     |
| 4bia (Phobia 1, สี่แพร่ง Răscruce de drumuri)                                | „Loneliness” „Deadly Charm” „The Man In The Middle” „Flight 244” | Youngyooth Thongkonthun Paween Purikitpanya Banjong Pisanthanakun Parkpoom Wongpoon                                                                                          | Maneerat Kham-uan Apinya Sakuljaroensuk Nattapong Chartpong Laila Boonyasak                         | 2008          | Thailanda                       | [ 88 ]                                            |
| Trick 'r Treat (Povești de Halloween)                                     | „Principal” „Halloween School Bus Massacre” „Surprise Party” „Sam” | Michael Dougherty | Dylan Baker, Rochelle Aytes, Anna Paquin, Brian Cox                                                 | 2009          | Statele Unite                   | [ 89 ] [ 90 ]                                     |
| Chillerama (Maratonul filmelor de groază)                                 | „Wadzilla” „I Was a Teenage Werebear” „The Diary of Anne Frankenstein” „Zom-B-Movie” | Adam Rifkin Tim Sullivan Adam Green Joe Lynch | Adam Rifkin Sarah Mutch Sean Paul Lockhart Gabby West                                               | 2011          | Statele Unite                   | [ 91 ]                                            |
| Dante's Inferno: An Animated Epic (Infernul lui Dante)                    | mai multe capitole animații diferite | Yasuomi Umetsu, Mike Disa, Kim Sang-jin, Shukō Murase | Graham McTavish, Vanessa Branch, Steven Blum, Mark Hamill                                           | 2010          | Statele Unite Coreea de Sud     | [ 92 ] [ 93 ]                                     |
| Grave Tales                                                               | „One Man’s Meat” „Callistro’s Mirror” „The Hand” „Dead Kittens” | Don Fearney | Brian Murphy, Damien Thomas, Edward de Souza                                                        | 2011          | Regatul Unit                    | [ 94 ]                                            |
| Little Deaths                                                             | „House and Home” „Mutant Tool” „Bitch” | Sean Hogan, Andrew Parkinson, Simon Rumley | Luke de Lacey, Jodie Jameson                                                                        | 2011          | Regatul Unit                    | [ 95 ] [ 96 ]                                     |
| The ABCs of Death (ABC-ul Morții)                                         | 26 de segmente după literele alfabetului „A is for Apocalypse” „B is for Bigfoot” etc.                                                                                                  | Srdjan Spasojevic, Timo Tjahjanto, Lee Hardcastle | Ingrid Bolsø Berdal, Iván González, Kyra Zagorsky, Lucy Clements                                    | 2012          | Statele Unite                   | [ 98 ]                                            |
| Scary or Die (Povești de groază)                                          | „The Crossing” „TaeJung's Lament” „Re-Membered” „Clowned” „Lover Come Back” | Bob Badway Michael Emanuel Igor Meglic | Domiziano Arcangeli Corbin Bleu Bill Oberst Jr.                                                     | 2012          | Statele Unite                   | [ 99 ] [ 100 ]                                    |
| V/H/S                                                                     | „Tape 56” „Amateur Night” „Second Honeymoon” „Tuesday the 17th” „The Sick Thing That Happened to Emily When She Was Younger” „10/31/98”                                                 | Adam Wingard David Bruckner Ti West Glenn McQuaid Joe Swanberg Radio Silence                                                                                                 | Lane Hughes Hannah Fierman Joe Swanberg Norma C. Quinones Helen Rogers Chad Villella                | 2012          | Statele Unite                   | [ 101 ]                                           |
| V/H/S/2 (denumit inițial S-VHS)                                           | „Tape 49” „Phase I Clinical Trials” „A Ride in the Park” „Safe Haven” „Slumber Party Alien Abduction”                                                                                   | Adam Wingard Mindy Robinson Hannah Al Rashid Oka Antara | 2013                                                                                                | Statele Unite | [ 102 ]                         |                                                   |
| ABCs of Death 2 (ABC-ul Morții 2)                                         | 26 de segmente după literele alfabetului „A is for Amateur” „B is for Badger” etc. | Jim Hosking, Lancelot Oduwa Imasuen, Julian Barrett, Rodney Ascher, Kristina Buožytė, Larry Fessenden, Aharon Keshales, Bill Plympton, Vincenzo Nata etc.                    | Andy Nyman, Béatrice Dalle, Laurence R. Harvey etc.                                                 | 2014          | Statele Unite                   | [ 103 ]                                           |
| Faust 2.0                                                                 | „See Alice” „Nätttrollets diskreta charm” „MoralCall” „Inspirapption” „Bad News” | Nicolas Debot, Micke Engström, Allan Gustafsson, Johannes Pinter, Robert Selin                                                                                               | Thomas Hedengran, Frida Liljevall, Katarina Bothén, Peter Stridsberg, Mattias Redbo                 | 2014          | Suedia                          | [ 104 ]                                           |
| V/H/S: Viral                                                              | „Vicious Circles” „Dante the Great” „Parallel Monsters” „Bonestorm” | Marcel Sarmiento Gregg Bishop Nacho Vigalondo Justin Benson Aaron Scott Moorhead                                                                                             | Emilia Zoryan, Justin Welborn, Gregg Bishop, Jackson James                                          | 2014          | Statele Unite                   | [ 105 ] [ 106 ]                                   |
| A Christmas Horror Story                                                  | 4 segmente | Grant Harvey, Steven Hoban, Brett Sullivan | William Shatner, George Buza, Rob Archer                                                            | 2015          | Canada                          | [ 107 ] [ 108 ]                                   |
| Tales of Halloween                                                        | „Sweet Tooth” „The Night Billy Raised Hell” „Trick” „The Weak and the Wicked” „Grim Grinning Ghost” „Ding Dong” „This Means War” „Friday the 31st” „The Ransom of Rusty Rex” „Bad Seed” | Neil Marshall, Darren Lynn Bousman, Axelle Carolyn, Lucky McKee, Andrew Kasch, Paul Solet, John Skipp, Adam Gierasch, Jace Anderson, Mike Mendez, Ryan Schifrin, Dave Parker | Caroline Williams, Barry Bostwick, Adam Pascal, Trent Haaga, Keir Gilchrist, Alex Essoe Marc Senter | 2015          | Statele Unite                   | [ 109 ] [ 110 ]                                   |
| Volumes of Blood                                                          | „Ghastly” „13 After Midnight” „The Encyclopedia Satanica” „A Little Pick Me Up” „That’s A Wrap!”                                                                                        | P.J. Starks Jakob Bilinski Nathan Thomas Milliner John Kenneth Muir Lee Vervoort                                                                                             | Kristine Renee Farley, Jason Crowe, Jim O'Rear, Roni Jonah                                          | 2015          | Statele Unite                   | [ 111 ]                                           |
| ABCs of Death 2.5 (ABC-ul Morții 2.5)                                     | 26 de segmente după litera M „M is for Magnetic Tape” „M is for Maieusiophobia” etc. | Tim Rutherford, Christopher Younes, Gigi Saul Guerrero, Carles Torrens | diverși actori                                                                                      | 2016          | Statele Unite                   | [ 112 ] [ 113 ]                                   |
| Holidays                                                                  | "Valentine's Day" "St. Patrick's Day" "Easter" "Mother's Day" "Father's Day" "Halloween" "Christmas" "New Year's Day"                                                                   | Kevin Kölsch și Dennis Widmyer Gary Shore Nichola McCarthy Sarah Adina Smith Anthony Scott Burns Kevin Smith Scott Stewart Adam Egypt Mortimer                               | | 2016          | Statele Unite                   |                                                   |
| Patient Seven                                                             | „The Body” „Undying Love” „The Sleeping Plot” „Death Scenes” „Evaded” „The Visitant” „Banishing”                                                                                        | Danny Draven, Paul Davis, Ómar Örn Hauksson, Dean Hewison, Joel Morgan, Johannes Persson                                                                                     | Michael Ironside, Jack Plotnick, Drew Fonteiro                                                      | 2017          | Statele Unite                   | [ 114 ] [ 115 ] [ 116 ]                           |
| Ghost Stories                                                             | trei povești cu fantome | Jeremy Dyson, Andy Nyman | - Andy Nyman - Paul Whitehouse - Alex Lawther - Martin Freeman                                      | 2017          | Regatul Unit                    | [ 117 ]                                           |
| Galaxy of Horrors                                                         | „Eden” „Iris” „Flesh Computer” „Pathos” „Eveless” „They Will All Die in Space” „Entity” „Kingz”                                                                                         | Dennis Cabella, Todd Cobery, Javier Chillon etc. | Adam Buller, Charles Hubbell, Rob Kerkovich, Dennis Cabella                                         | 2017          | Canada                          | [ 118 ] [ 119 ] [ 120 ]                           |
| An Hour to Kill                                                           | „An Hour To Kill” „Valkyrie's Bunker” „Assacre” | Aaron K. Carter | Mel Novak Aaron Guerrero Frankie Pozos                                                              | 2018          | Statele Unite                   | [ 121 ] [ 122 ]                                   |
| The Field Guide to Evil                                                   | 8 basme adaptate | Ashim Ahluwalia Can Evrenol Severin Fiala Veronika Franz Katrin Gebbe Calvin Reeder Agnieszka Smoczynska Peter Strickland Yannis Veslemes                                    | Birgit Minichmayr, Claude Duhamel, Jilon VanOver, Fatma Mohamed, Niharika Singh                     | 2018          | Noua Zeelandă                   | [ 124 ] [ 125 ]                                   |
| 6 Athiyayam                                                               | „Super Hero” „Ini Thodarum” „Misai” „Anamika” „Soupboy Subramani” „Sithiram Kolluthadi”                                                                                                 | Cable Sankar, Shankar Thiyagarajan, Ajayan Bala, EAV Suresh, Lokesh Rajendran, Sridhar Venkatesan                                                                            | Thaman Kumar, S. S. Stanley Baby Sathanya Pasanga Kishore Vishnu Vinoth Kishan                      | 2018          | India                           | [ 126 ] [ 127 ]                                   |
| Ghost Stories (Antologia fantomelor)                                      | 4 segmente | Karan Johar Dibakar Banerjee Zoya Akhtar Anurag Kashyap | Sobhita Dhulipala Mrunal Thakur Avinash Tiwary Janhvi Kapoor                                        | 2020          | India                           | [ 128 ] [ 129 ]                                   |
| Killroy Was Here                                                          | | Kevin Smith | Azita Ghanizada, Ryan O'Nan, Harley Quinn Smith, Chris Jericho, Justin Kucsulain                    | 2020          | Statele Unite                   | [ 130 ] [ 131 ]                                   |

## Legături externe
- Mark H. Harris, 21 Best Horror Anthology Movies, liveabout.com